# Сомалійські акацієво-комміфорові чагарники та хащі
Сомалійські акацієво-комміфорові чагарники та хащі (ідентифікатор WWF: AT0715) — афротропічний екорегіон тропічних та субтропічних луків, саван і чагарників, розташований у Східній Африці.

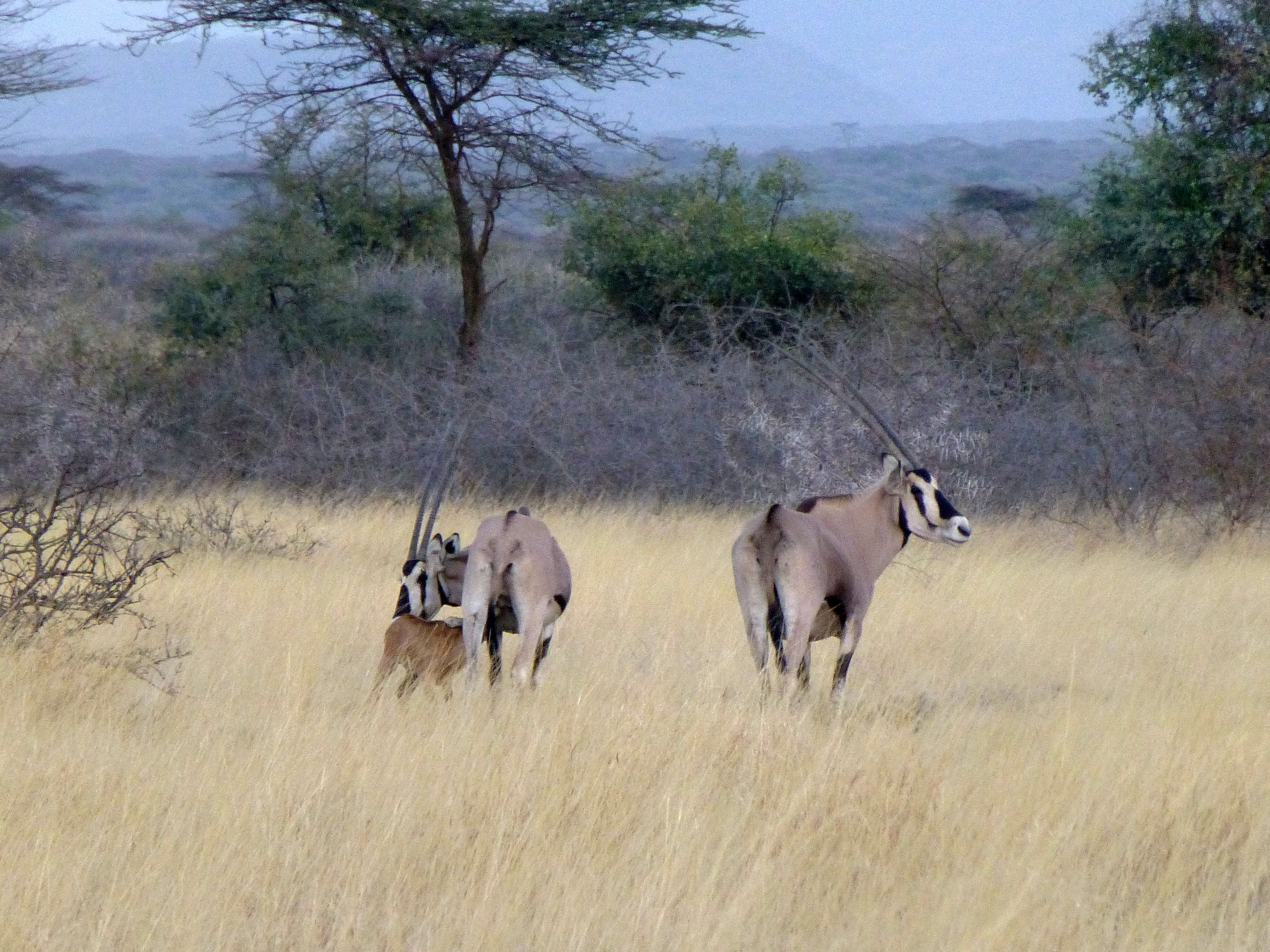
Бейзи у Національному парку Аваш (Ефіопія)

## Географія
Екорегіон сомалійських акацієво-комміфорових чагарників та хащів простягається на схід і південь від Ефіопського нагір'я, охоплюючи більшу частину Сомалійського півострова, зокрема плато Хауд на кордоні Ефіопії та Сомалі, пустельний регіон Огаден на сході Ефіопії та напівпустелі на північному сході Кенії. Крім того, екорегіон включає вузький коридор, що проходить через Велику рифтову долину, яка розділяє Ефіопське нагір'я на північно-західну та південно-східну частини. Частина екорегіону простягається вздовж північно-східного краю Ефіопського нагір'я, досягаючи на півночі кордону Еритреї та Судану.
Рельєф регіону представлений переважно рівнинами та плоскогір'ями, висота яких зростає на заході та півночі. Більше половини території регіону займають низовини, що лежать на висоті до 500 м над рівнем моря. Загалом висота регіону коливається від рівня моря на узбережжі Сомалі до понад 1500 м над рівнем моря у ефіопському регіоні Сідама на території Великої рифтової долини. З геологічної точки зору основу екорегіону переважно складають третинні осадові породи морського походження. На півдні Сомалі трапляються інзельберги, утворені докембрійськими гранітами. В пустелях Хауду поширені глибокі неродючі піски.
Серед великих постійних річок, що протікають територією регіону, слід відзначити Аваш, Вебі-Шебелле та Джуббу. У Великій рифтовій долині є багато тектонічних озер, набільшими з яких є Абая та Чамо.
Територія екорегіону є малонаселеною, густота населення на більшій частині регіону становить менше 20 осіб/км². У центрі пустелі Огаден та в деяких найбільш посушливих районах Сомалі та східної Ефіопії немає постійних поселень.
На південному заході екорегіон переходить у північні акацієво-комміфорові чагарники та хащі та у масайські склерофітні луки та чагарники. В прибережних районах на сході Сомалі поширені луки та чагарники Хобьо, а на південному сході — прибережні ліси та рідколісся Північного Суахілі. В горах північного Сомалі екорегіон переходить у сомалійські гірські склерофітні рідколісся, а в регіоні Афарського трикутника — у склерофітні чагарники Джибуті. В горах Ефопіського нагір'я на висоті понад 1100 м над рівнем моря сомалійські акацієво-комміфорові чагарники та хащі переходять у ефіопські гірські ліси.

## Клімат
В межах екорегіону переважає спекотний та сухий пустельний клімат (BWh за класифікацією кліматів Кеппена) або напівпустельний клімат (BSh за класифікацією Кеппена). Середня максимальна температура в регіоні становить близько 30 °C, а середня мінімальна — 15-18 °C. Середньорічна кількість опадів коливається від менш ніж 100 мм в пустелі Огаден до приблизно 600 мм в передгір'ях Ефіопії. Кількість опадів може бути нестабільною і значно коливатися з року в рік.

## Флора
Основними рослинними угрупованнями екорегіону є рідколісся, чагарники, луки та хащі. Основу рідколісь регіону складають різні види акацій з родів Vachellia і Senegalia та різні види комміфорових дерев (Commiphora spp.), а підлісок в них складають напівчагарники, зокрема різні види міднолиста (Acalypha spp.), барлерії (Barleria spp.) та ерви (Aerva spp.), які досягають менше 1 м у висоту. Раніше рідколісся оточували підніжжя інзельбергів та простягалися вздовж постійних річок, однак більшість з них наразі знищена внаслідок людської діяльності.
В низовинах екорегіону, де опадів випадає мало, а їх режим нестабільний, поширені невисокі напівпустельні чагарникові зарості та луки. Окрім акацій та комміфор, тут зустрічаються молочаї (Euphorbia ssp.) та алое (Aloe ssp.), а також деякі види трав, зокрема єгипетська вороняча лапа (Dactyloctenium aegyptium) та пустельне просо (Panicum turgidum). Серед інших рослин, що зустрічаються в напівпустелях регіону, слід відзначити різні види кроталярій (Crotalaria spp.) та індигофер (Indigofera spp.), а також вічнозелених босцій (Boscia spp.), гревій (Grewia spp.), кадаб (Cadaba spp.), перських сальвадор (Salvadora persica) та голих добер (Dobera glabra).
Під час тривалих посушливих періодів плейстоцену пустелі та напівпустелі Африканського Рогу були пов'язані з іншими пустелями Азії та Африки, які простягалися від Намібу та Калахарі на півдні, Сахари на заході та Центральної Азії на сході. Таким чином, флора регіону включає африканські, середземноморські, азійські та реліктові гондванські елементи. Оскільки екорегіон є досить давнім та стабільним середовищем існування, тут зустрічається багато ендемічних видів рослин, пристосованих до його посушливих умов. Серед ендеміків регіону слід відзначити прирічну босвеллію (Boswellia rivae), зі смоли якої добувають ладан, солодке миррове дерево (Commiphora guidottii), зі смоли якого добувають мирру, комміфороподібну стегнотенію (Steganotaenia commiphoroides), яка належить до родини окружкових (Apiaceae), що включає переважно трав'янисті рослини, однак при цьому досягає 10 м у висоту, а також хільдегардію Жиллетта (Hildegardia gillettii), яка має характерний колбоподібний стовбур.

## Фауна
Серед поширених в екорегіоні ссавців слід відзначити великого куду (Tragelaphus strepsiceros), малого куду (Tragelaphus imberbis), бейзу (Oryx beisa), геренука (Litocranius walleri), еритрейського дікдіка (Madoqua saltiana), дікдіка Гюнтера (Madoqua guentheri), пустельного бородавочника (Phacochoerus aethiopicus), верветку (Chlorocebus pygerythrus), бабуїна (Papio cynocephalus), африканського трубкозуба (Orycteropus afer), капського дамана (Procavia capensis), плямистого дамана (Heterohyrax brucei), абіссинського зайця (Lepus habessinicus), карликового їжака (Atelerix albiventris) та майже ендемічного сомалійського їжака (Atelerix sclateri). 
В Кенії, на півдні регіону, зустрічаються сітчасті жирафи (Giraffa reticulata), південні бушбоки (Tragelaphus sylvaticus) та рідкісні ендемічні хіроли (Beatragus hunteri), популяція яких нараховує менше 250 дорослих особин. В долині річки Джубба в Сомалі та у Великій рифтовій долині в Ефіопії зустрічаються звичайні бегемоти (Hippopotamus amphibius). На луках Великої рифтової долини мешкають ендемічні конгоні Свайно (Alcelaphus buselaphus swaynei) та зебри Греві (Equus grevyi). В комміфорових заростях Сомалі та східної Ефіопії зустрічаються ендемічні дібатаги (Ammodorcas clarkei), а в напівпустелях — майже ендемічні сомалійські газелі (Nanger soemmerringii) та малі газелі (Gazella spekei). На півночі Ефіопії зустрічаються майже ендемічні сомалійські дикі віслюки (Equus africanus somaliensis), а на півночі Сомалі — майже ендемічні антилопи бейри (Dorcatragus megalotis). Раніше в екорегоні були поширені саванні слони (Loxodonta africana) та чорні носороги (Diceros bicornis), однак наразі слони збереглися лише у слоновому заповіднику Бабіле в Ефіопії, а носороги повністю вимерли.
Серед великих хижаків, поширених в регіоні, слід відзначити лева (Panthera leo), африканського леопарда (Panthera pardus pardus), суданського гепарда (Acinonyx jubatus soemmeringii), плямисту гієну (Crocuta crocuta), смугасту гієну (Hyaena hyaena) та дуже рідкісну гієнову собаку (Lycaon pictus), а серед дрібних хижих ссавців — африканського вовка (Canis lupaster), чепрачного шакала (Lupulella mesomelas), вухату лисицю (Otocyon megalotis), звичайного каракала (Caracal caracal), сервала (Leptailurus serval), степового кота (Felis lybica), медоїда (Mellivora capensis) та майже ендемічну сомалійську мангусту (Herpestes ochraceus).
В рідколіссях регіону зустрічаються блакитні мартишки (Cercopithecus mitis) та сомалійські галаго (Galago gallarum), а в напівпустелях — голі землекопи (Heterocephalus glaber), руді африканські ховрахи (Xerus rutilus), майже ендемічні колючі миші Луїзи (Acomys louisae) та ендемічні сомалійські карликові тушканчики (Microdillus peeli), сомалійські карликові білозубки (Crocidura nana), сомалійські піщанки (Ammodillus imbellis) і ефіопські кущощури (Grammomys minnae).
Серед поширених в екорегіоні птахів слід відзначити сомалійського страуса (Struthio molybdophanes), синьогруду цесарку (Acryllium vulturinum), чубатого турача (Ortygornis sephaena), жовогорлого турача (Pternistis leucoscepus), пустельного рябка (Pterocles exustus), кенійського рябка (Pterocles decoratus), сомалійську дрохву (Lophotis gindiana), ефіопську дрохву (Neotis heuglinii), білочеревого корхаана (Eupodotis senegalensis), білочеревого галасника (Corythaixoides leucogaster), сомалійську бджолоїдку (Merops revoilii), сомалійського бігунця (Cursorius somalensis), червонодзьобого токо (Tockus erythrorhynchus), червоногрудого папугу-довгокрила (Poicephalus rufiventris), стерв'ятника (Neophron percnopterus), еритрейського крука (Corvus edithae), пурпурову саїмангу (Anthreptes orientalis), сомалійського нектарця (Chalcomitra hunteri), сомалійського сорокопуда (Lanius somalicus), плямистого жервінчика (Eremopterix signatus), еритрейського фірлюка (Mirafra gilletti), сомалійського жайворонка (Alaudala somalica), сомалійського мерла (Lamprotornis shelleyi), сомалійську жовтобрюшку (Eremomela flavicrissalis), бліду принію (Prinia somalica), пустельну принію (Prinia rufifrons), сомалійського кромбека (Sylvietta isabellina), золотистого щеврика (Tmetothylacus tenellus), руду кратеропу (Argya rubiginosa), білоголового алекто (Dinemellia dinemelli), сомалійську кам'янку (Oenanthe phillipsi), сомалійську вівсянку (Emberiza poliopleura), рудоголового горобця (Passer castanopterus) та товстодзьобого горобця (Passer gongonensis).
Серед майже ендемічних птахів, поширених в регіоні, слід відзначити малого корхаана (Eupodotis humilis), ефіопську горлицю (Streptopelia reichenowi), малого пікіра (Alaemon hamertoni), сомалійського фірлюка (Mirafra somalica), ефіопського трактрака (Oenanthe dubia), жовтоспинного ткачика (Ploceus dichrocephalus) та чагарникового магалі (Plocepasser donaldsoni). В долинах річок Джубба та Вебі-Шебелле зустрічаються майже ендемічні сомалійські кратеропи (Turdoides squamulata) та сомалійські гонолеки (Laniarius nigerrimus). Ендеміками екорегіону є білогорлі кромбеки (Sylvietta philippae) та дуже рідкісні сомалійські шпорці (Heteromirafra archeri), поширені на луках Огадену, а також  дуже рідкісні жовтогорлі щедрики (Crithagra flavigula) та субтропічні дрімлюги (Caprimulgus solala), що мешкають на рівнинах Великої рифтової долини. Крім того, ендеміками екорегіону є близько 33 видів плазунів, а 20 видів плазунів є майже ендемічними його представниками.

## Збереження
Близько 10,88 % екорегіону є заповідними територіями. Природоохоронні території включають: Національний парк Янгуді-Раса, Національний парк Нечісар, Національний парк Аваш, Національний парк Омо, Національний парк Маго, Національний парк Борана, Природний заповідник Челбі, Природний заповідник Ябело, Слоновий заповідник Бабіле та Сенкельський заповідник конгоні Свайно в Ефіопії, Національний парк Малка-Марі в Кенії, а також Національний парк Джиліб, Національний парк Талех-ель-Чебет, Національний парк Ласьанод та Природний заповідник Аліфууто в Сомалі.